# Leptogenys ferrarii
Leptogenys ferrarii är en myrart som beskrevs av Auguste-Henri Forel 1913. Leptogenys ferrarii ingår i släktet Leptogenys och familjen myror. Inga underarter finns listade i Catalogue of Life.

## Bildgalleri

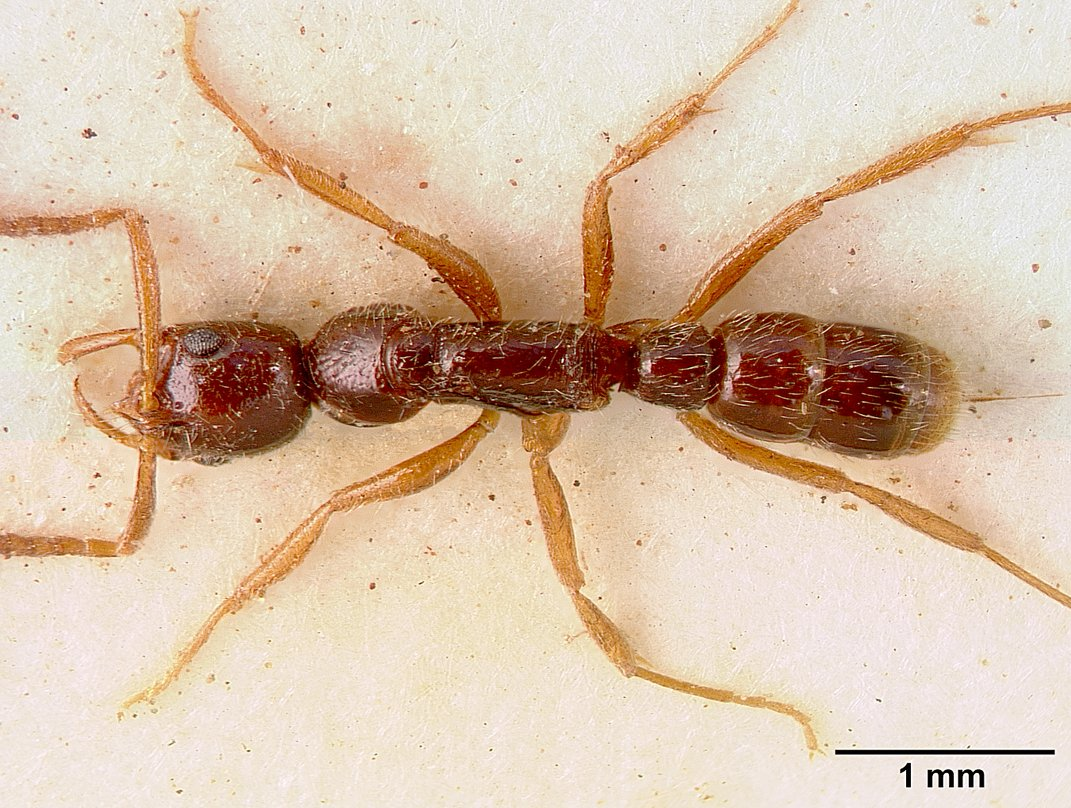
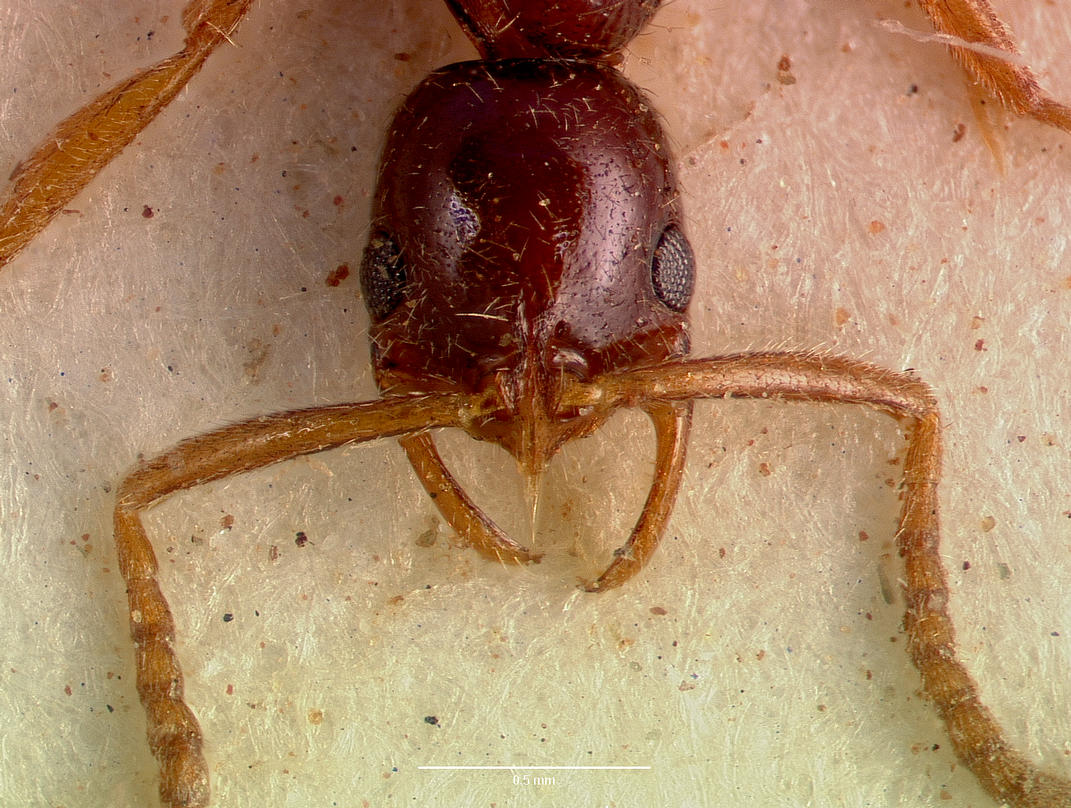
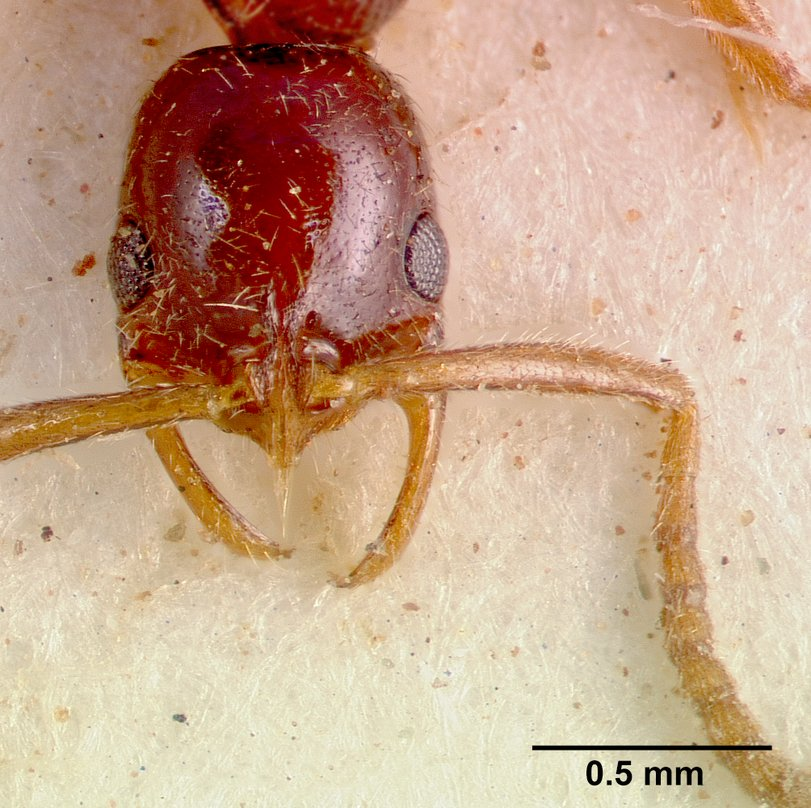
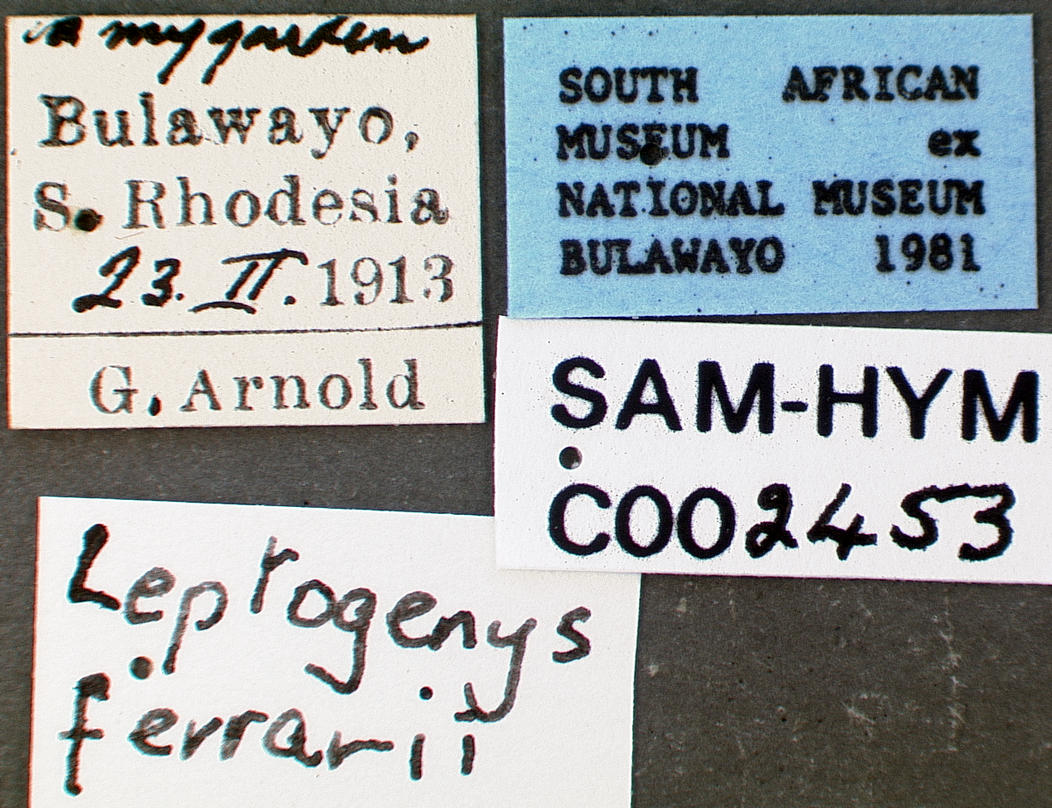
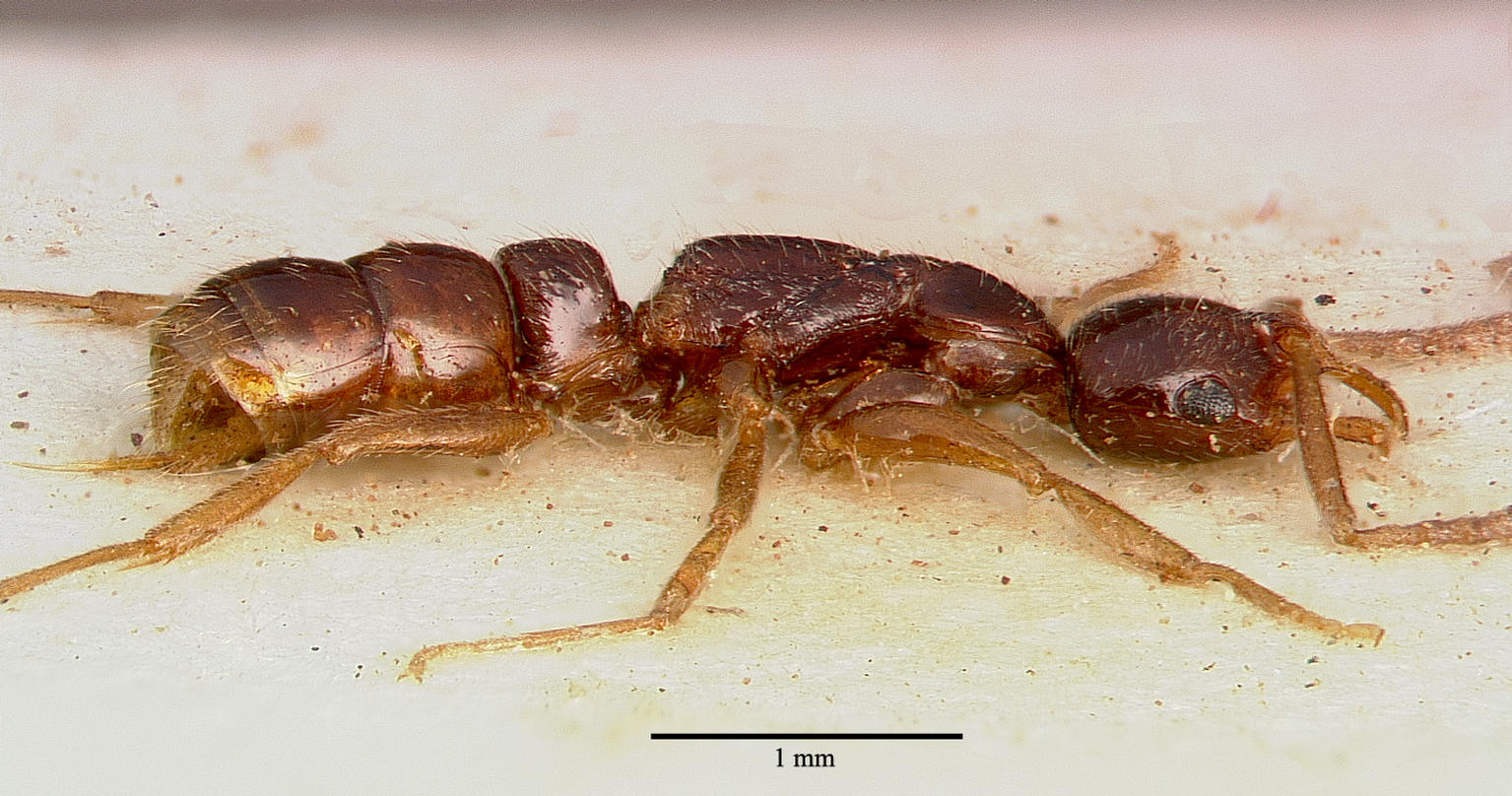